# Schweizerische Eternitwerke
La Schweizerische Eternitwerke AG è una azienda svizzera che produce amianto.
Nel 1923 cambiò nome e da allora è nota come Eternit AG.

## Storia
Nel 1901 l'austriaco Ludwig Hatschek brevettò il cemento-amianto, battezzandolo Eternit e rivendendo un anno dopo la licenza per la produzione all'imprenditore Alois Steinmann. 
Questi nel 1903 fondò la Schweizerische Eternitwerke AG, aprendo il primo stabilimento a Niederurnen.
In Italia la società Eternit sviluppò la propria attività a partire dal 1906 negli stabilimenti di Casale Monferrato, concentrandosi inizialmente sulla produzione di tubazioni. Nel 1986 è iniziato un procedimento fallimentare contro la filiale italiana che si è concluso nel 2008 a Genova (sede legale della filiale), decretando che la cifra recuperata dal giudice fallimentare (5 milioni e mezzo di euro) fosse impiegata per il risarcimento dei danni da amianto ai dipendenti.